# 南斯塔福德郡 (英國國會選區)
南斯塔福德郡（英語：South Staffordshire），英國國會一郡選區，位於英格蘭斯塔福德郡西南部，斯塔福德郡南區大部。
始創於1832年，1868年撤銷前應選兩席。本區自1983年恢復以來一直支持保守黨。2010年大選，保守黨的加文·威廉姆森擊敗角逐連任的工黨議員帕特里克·哥麥克，當選為國會議員。